# La Bastide (Pyrénées-Orientales)
La Bastide település Franciaországban, Pyrénées-Orientales megyében. Lakosainak száma 62 fő (2022. január 1.). La Bastide Boule-d’Amont, Prunet-et-Belpuig, Saint-Marsal, Corsavy, Valmanya, Baillestavy és Glorianes községekkel határos.

## Földrajz

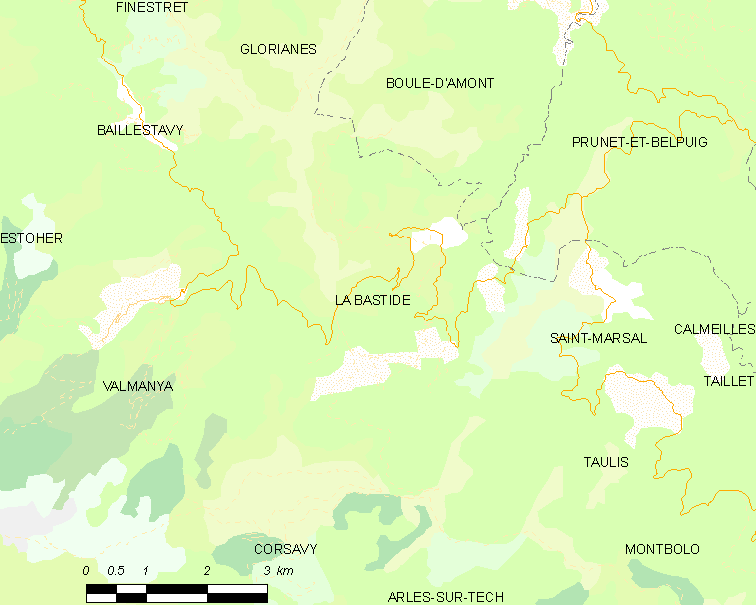
La Bastide térkép

## Népesség
A település népességének változása:
| Lakosok száma | 79   | 73   | 75   | 72   | 69   | 68   | 68   | 65   | 62   |
|               | 2013 | 2015 | 2016 | 2017 | 2018 | 2019 | 2020 | 2021 | 2022 |